# 마에다 도시나가
마에다 도시나가(일본어: 前田利長 마에다 토시나가[*], 1562년 2월 15일 ~ 1614년 6월 27일)는 아즈치모모야마 시대, 에도 시대 초기의 무장이다. 개명 전의 이름은 도시카쓰(利勝)이다. 덴쇼 17년(1587년)에 도시나가로 개명하였다. 젋었을 적부터 도요토미 히데요시를 섬겼으며 휘하 장수로서 전전했다. 히데요시 사후 도쿠가와(徳川) 막부 성립에 이르는 난국을 슬기로운 정치 판단에 의해 극복하여 가가번의 기초를 닦았다.
고다이로중 한 명인 마에다 도시이에의 장남이며 아버지의 뒤를 이어 다이로가 되었다. 어머니는 다카바타케 나오요시(高畠直吉)의 딸인 마쓰(まつ), 정실은 오다 노부나가의 딸인 에이히메이다.

## 생애

### 출생 ~ 오다 정권기
에이로쿠(永禄) 5년(1562년)에 마에다 도시이에의 장남으로 오와리국(尾張国) 아라코 성(荒子城)(현 아이치현 나고야시)에서 태어났다. 도시나가의 아명은 이누치요(犬千代), 처음에는 아즈치성에서 오다 노부나가를 섬겼다. 덴쇼 9년(1581년), 아버지 도시이에의 옛 영토인 에치젠국(越前国)을 받았다. 그리고 노부나가의 딸 에이히메(永姫)와 혼인을 하였다. 덴쇼 10년(1582년) 혼노지의 변(本能寺の変)이 일어날 때 에이히메와 상경중이었던 도시나가는 7살인 에이히메를 마에다 본령인 오와리(尾張) 아라코 성으로 도망치게 해주고, 자신은 오다 노부카쓰의 군에 가세함과 동시에 가모 가타히데와 합류하여 히노성(日野城)에서 농성하였다.

### 도요토미 정권기
노부나가 사후 아버지 마에다 도시이에와 함께 시바타 가쓰이에(柴田勝家)측으로 가담하였다. 시즈가타케 전투(賤ヶ岳の戦い)에도 참가해, 전후 도시이에와 함께 에치젠 후추 성으로 철퇴하였다. 하시바 히데요시(羽柴秀吉)가 기타노죠성(北ノ庄城)를 공격할 때 어머니 마쓰한테 「도시나가를 남기고 가겠소」라고 도시나가를 두고 오도록 했으나 마쓰는 거절하고 도시나가를 보냈다. 도시나가를 병사를 이끌고 기타노죠성을 공격하여 가담하였다.
가쓰이에가 자결한 후에는 도요토미 히데요시를 섬겼으며, 덴쇼 13년(1585년) 히데요시에 의해 삿사 나리마사(佐々成政)가 다스리고 있었던 엣추국을 공략하자, 같은국에서는 이미즈군・도나미군・네이군에서 32만석을 받았다. 히데요시의 부하로서 규슈 정벌, 오다와라 정벌에 참가하여 공적을 세웠다. 게이초(慶長) 3년 마에다 도시이에로부터 가독을 양도받았다.

### 도시이에 사후
아버지 도시이에는 도요토미 정권에서 오대로(五大老)로서 도쿠가와 이에야스(徳川家康)를 견제하는 위치에 있었다. 게이초 4년 (1599년) 도시이에가 병사하자 도시나가는 아버지 도시이에를 이어 대로가 되었다. 그 다음날인 오봉행(五奉行)인 이시다 미쓰나리(石田三成)가 습격당하는 일이 터지자 마에다 가문은 대 도쿠가와 급 선봉적 입장을 가지게 되었다. 도시이에의 유언에는 3년동안 가나자와(金沢)로 돌아가지 말라고 하였으나 도쿠가와 이에야스의 권유로 가나자와로 귀국하였다. 다음 달, 마스다 나가모리(増田長盛)는 도시나가・아사노 나가마사(浅野長政) 등이 딴마음을 품고 있다고 이에야스한테 밀고 하였다. 이 시기 마에다 가문을 굴복하여던 이에야스의 모략이었다고 여겨지며 이에야스는 가가 정벌을 시행하였다. 이 시기 마에다 가문은 교전파와 회피파로 나뉘어 있었는데 교전파는 호소가와씨, 우키다씨를 통해 도요토미 가문에 구원을 요청하였으나 도요토미 가문이 거절하여 중신 요코하마 나가치카를 사신으로 보내어 친어머니 마쓰를 인질로서 에도의 이에야스에게 보내주는 것, 양자 도시쓰네(利常)와 다마히메(珠姫, 도쿠가와 히데타다(德川秀忠)의 딸)를 혼인시키는 것, 자신의 은거를 약조해 교전을 피하였다.

### 세키가하라 전투과 가가번 성립
게이초 5년(1600년), 이에야스는 아이즈(会津)의 우에스기 가게카쓰(上杉景勝)를 정벌하기 위해 도시나가에게도 출진 명령을 내렸다. 이에야스 출진 중에 이시다 미쓰나리 등이 다이로 모리 데루모토(毛利輝元)를 옹립해 거병을 하자, 도시나가는 동생 도시마사(利政)의 군문 방치라고 하는 문제를 앓으면서도 서군에 속한 여러 성을 함락시켰다. 이어서, 사아니나와테 전투(浅井畷の戦い)에서는 니와 나가시게(丹羽長重)군으로부터 전투를 벌여 승리하였다. 세키가하라 전투(関ヶ原の戦い)이후 도시마사의 영지와 가가국의 노미군(能美郡)・에누마군(江沼郡)・이시가와군 마토우(石川郡松任)가 가증되어 120만석을 다스리는 가가번이 성립되었다.

### 말년
도시나가는 친아들이 없었기 때문에 이복 동생인 도시쓰네(도시이에의 4남)를 양자로 맞아들여 엣추 니시가와군(新川郡)ᆞ도야마성(富山城)에 은거하였다.

## 같이 보기
- 도시나가군

| 전임 마에다 도시이에 | 오와리 아라코 마에다가 당주 1599년 ~ 1605년 | 후임 마에다 도시쓰네 |

|  | 제1대 가가번 번주 (마에다가) 1599년 ~ 1605년 | 후임 마에다 도시쓰네 |